# Шарбоњ
Шарбоњ (фр. Charbogne) насеље је и општина у североисточној Француској у региону Шампањ-Арден, у департману Ардени која припада префектури Вузје.
По подацима из 2011. године у општини је живело 208 становника, а густина насељености је износила 22,96 становника/km². Општина се простире на површини од 9,06 km². Налази се на средњој надморској висини од 85 метара.

## Демографија
| 1962. | 1968. | 1975. | 1982. | 1990. | 1999. | 2011. |
| ----- | ----- | ----- | ----- | ----- | ----- | ----- |
| 211   | 258   | 246   | 207   | 184   | 206   | 208   |

График промене броја становника у току последњих година